# 273e régiment d'artillerie
Le 273e régiment d'artillerie est un régiment d'artillerie de l'armée française. Le 273e régiment d'artillerie de campagne (ou 273e RAC) est créé en juillet 1917 pendant la Première Guerre mondiale à partir de trois groupes de canons de 75, constituant l'artillerie de la 97e division d'infanterie. Recréé au Levant après-guerre, le régiment est désigné 273e régiment d'artillerie d'Algérie (ou 273e RAA).

## Création et différentes dénominations
- juillet 1917 : création du 273e régiment d'artillerie de campagne
- 1919 : dissous
- 1920 : création du 273e régiment d'artillerie d'Algérie
- 1922 : dissous

## Historique des opérations et garnisons du régiment

### Première Guerre mondiale
- Il est créé en juillet 1917 à partir des trois groupes de canons de 75 de l'artillerie divisionnaire de la 97e DI (ex-97e division territoriale), à savoir un groupe du 54e RAC, un groupe du 56e RAC et un groupe du 59e RAC[1].

#### 1917
- juillet - août 1917 : Verdun[1]
- En septembre 1917, le groupe du 59e RAC, qui avait rejoint la division en mai 1917, quitte le 273e RAC en septembre 1917 et est remplacé par un groupe venu du 30e RAC[1].
- septembre 1917 - janvier 1918 : Champagne[1]

#### 1918
- Le 16 janvier 1918, la 97e DI est dissoute et le 273e RAC passe à la deuxième division de cavalerie à pied [1].
- janvier - mars 1918 : instruction au camp de Mailly[1]
- avril 1918 : bataille de Picardie[1]
- mai 1918 : secteur de Soissons, 3e bataille de l'Aisne[1]
- juin - octobre 1918 : Verdun[1]

### Entre-deux-guerres
Le 273e régiment d'artillerie d'Algérie est créé le 1er octobre 1920 à partir du groupe d'artillerie de campagne d'Afrique (puis groupe de marche d'artillerie d'Afrique), formé à partir des batteries des 1er, 2e, 3e et 5e groupes d'artillerie de campagne d'Afrique venues en renfort au Levant.
Ses éléments participent à la guerre franco-syrienne et à la campagne de Cilicie. Le 273e RAA est renommé 273e régiment d'artillerie du Levant le 1er janvier 1921. Composé de 2 groupes de 75[réf. souhaitée], le 273e régiment d'artillerie est rattaché à la 3e division du Levant (général Goybet).
Il est dissout en mars 1922.

## Étendard
Il porte, cousues en lettres d'or dans ses plis, les inscriptions suivantes :
- Saint-Gond 1914
- Champagne 1915
- Verdun 1916
- Soissonnais 1918
- Vauxaillon 1918

## Sources et bibliographie

### Témoignage
- André Aribaud, Un jeune artillerie de 75, Carcassonne, FAOL, coll. « La Mémoire de 14-18 en Languedoc », 1984, 72 p. (présentation en ligne)

## Personnalités ayant servi au273erégiment
- André Zeller, commandant la 3e batterie du 273e RAA en 1921.